# Friedrich Franz Roth

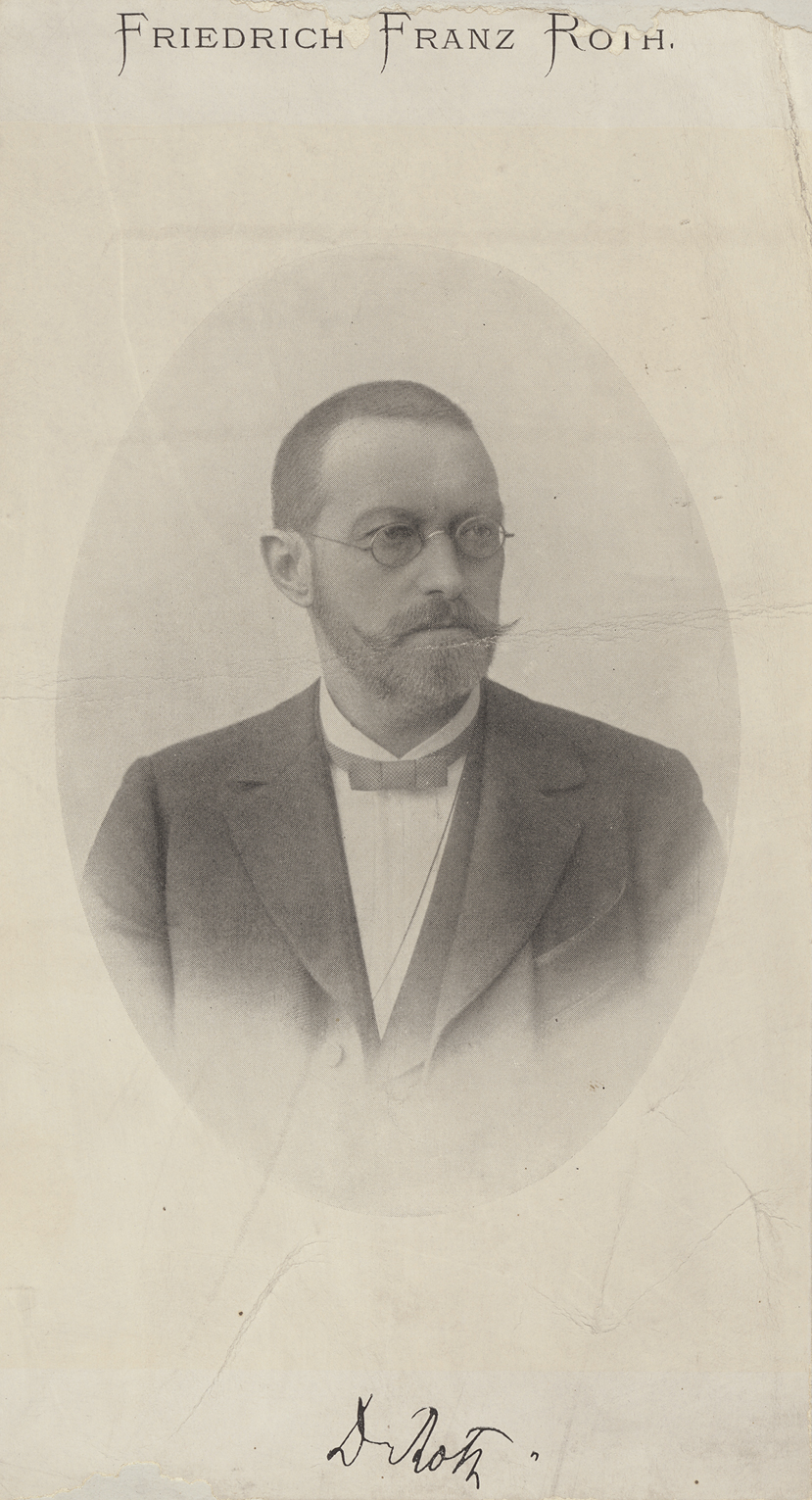
Friedrich Franz Roth, um 1900

Friedrich Franz Roth (* 27. September 1835 in Bamberg; † 1924 ebenda) war ein deutscher Mediziner.

## Leben
Friedrich Roth studierte an den Universitäten München, Würzburg, Wien und Berlin Medizin. 1858 wurde er in Würzburg, wo er zu den Schülern und (1857 bis 1861) den Assistenten der Medizinischen Klinik von Heinrich von Bamberger und (um 1858) den Assistenten der Pädiatrischen Klinik des Juliusspitals gehörte, zum Dr. med. promoviert. 1862 ließ er sich in Bamberg als Arzt nieder. 1875 wurde er zum Bezirksarzt ernannt. 1881 wurde er zum Direktor des allgemeinen Städtischen Krankenhauses in Bamberg berufen und zum Medizinalrat ernannt.
Roth war Corpsschleifenträger der Rhenania Würzburg.

## Auszeichnungen
Friedrich Franz Roth wurde zum Geheimen Medizinalrat ernannt.

## Schriften
- Ueber Impfrothlauf: Vortrag, gehalten im ärztlichen Bezirksvereine Bamberg. 1878-
- Dr. Adalbert Friedrich Marcus, der erste dirigierende Arzt in Bamberg, Darstellung seines Lebens und Wirkens. 1889.

Weiterhin publizierte Roth zwischen 1858 und 1886 verschiedene Journalaufsätze, z. B.:
- Statistik der Pneumonie. In: Würzburger Medicinische Zeitschrift. Band 1, 1860, S. 185–215.
- Statistik des acuten Gelenkrheumatismus. In: Würzburger Medicinische Zeitschrift. Band 4, 1863, S. 277–294.